# The Others (2001)

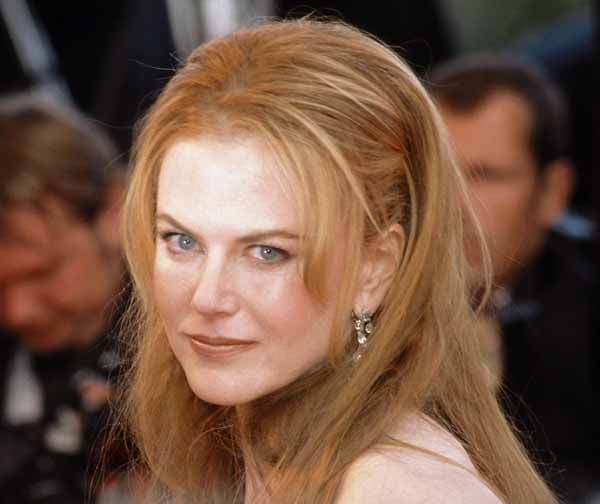
Nicole Kidman op het filmfestival van Cannes in 2001

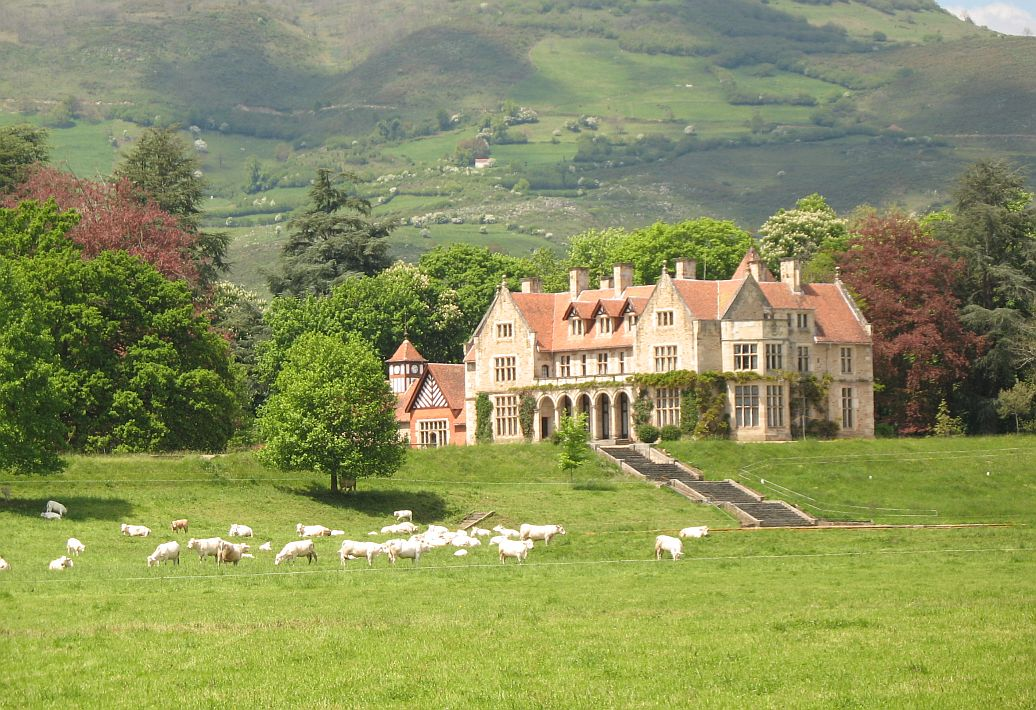
Palacio de Los Hornillos in Arenas de Iguña (Spanje). Hier werden de buitenscėnes van The Others gefilmd.

The Others is een psychologische horrorfilm uit 2001, geregisseerd door Alejandro Amenábar, die ook het scenario schreef en de muziek componeerde. De hoofdrol wordt gespeeld door Nicole Kidman, met bijrollen van onder meer Fionnula Flanagan, Eric Sykes en Christopher Eccleston.
De film, een Spaans-Amerikaans-Frans-Italiaanse coproductie, werd gelauwerd met een reeks prijzen, waaronder de Saturn voor beste horrorfilm en beste actrice en de Goya voor beste film (als eerste niet-Spaanstalige film) en beste regisseur. Op het filmfestival van Gent won de film de FIPRESCI-juryprijs, waarbij het geprezen werd voor het "op een briljante manier heruitvinden van een klassiek genre."
Het scenario werd in het Spaans geschreven door regisseur Amenábar en daarna vertaald naar het Engels. Uitvoerend producent van de film was Tom Cruise, destijds nog getrouwd met hoofdrolspeelster Kidman. Hetzelfde jaar kwam ook Vanilla Sky uit met Cruise in de hoofdrol, een Amerikaanse versie van Amenábars film Abre los ojos uit 1997.
De Nederlandse première was op 15 september 2001 tijdens het Film by the Sea-festival in Vlissingen.

## Rolverdeling
- Nicole Kidman als Grace Stewart
- Alakina Mann als Anne Stewart, de dochter van Grace
- James Bentley als Nicholas Stewart, de zoon van Grace
- Fionnula Flanagan als Bertha Mills, de huishoudster
- Eric Sykes als Edmund Tuttle, de tuinier
- Elaine Cassidy als Lydia, de meid
- Christopher Eccleston als Charles Stewart, de echtgenoot van Grace

## Verhaal
De film speelt kort na het einde van de Tweede Wereldoorlog. Grace Stewart (Nicole Kidman) woont in een groot landhuis op Jersey met haar twee kinderen, die lijden aan overgevoeligheid voor zonlicht, waardoor ze volgens strikte regels moeten leven. Zo zijn de deuren in het huis altijd op slot en moeten de gordijnen gesloten zijn in de vertrekken waar de kinderen verblijven.
Grace neemt drie bedienden aan die aan de deur komen: Bertha Mills (Fionnula Flanagan) als huishoudster, Edmund Tuttle (Eric Sykes) als tuinier en Lydia (Elaine Cassidy), die stom is, als meid. Het vaste personeel is namelijk van de ene op de andere dag verdwenen, zelfs zonder achterstallig loon te vragen.
In het huis beginnen allerlei onverklaarbare gebeurtenissen plaats te vinden, zoals een piano die bespeeld wordt in een afgesloten kamer. Als Grace' dochter Anne (Alakina Mann) beweert dat het spookt in het huis, gelooft Grace haar in eerste instantie niet. Maar langzaamaan begint Grace ook te geloven dat het er spookt. Anne kan zelfs met een van de geesten communiceren: het is een jongetje genaamd Victor.
Charles, Grace' man die gestorven was in de oorlog, komt onverwachts toch terug maar gedraagt zich afwezig. Wanneer hij van Anne hoort wat Grace haar en haar broertje heeft 'aangedaan' vertrekt hij weer, 'naar het front'. Op een dag wordt Grace wakker en zijn de gordijnen weg. Ze raakt in paniek omdat zonlicht gevaarlijk voor de kinderen is, maar de bedienden weigeren haar te helpen met zoeken. Uiteindelijk vindt Grace haar kinderen doodsbang onder een tafel, en ze stuurt de bedienden, menend dat ze dit opzettelijk hebben gedaan, woedend weg. Ondertussen klinken geluiden van de bovenste etages van het huis, alsof er meubels verschoven worden.
De kinderen ontdekken die nacht grafstenen met de namen van de bedienden in de tuin: volgens de stenen zijn ze al 50 jaar dood. De bedienden volgen de kinderen naar binnen en als Grace hen wil tegenhouden, zeggen ze dat ze inderdaad al 50 jaar geleden aan tbc zijn overleden en dat de doden en levenden moeten leren samenleven. De kinderen en Grace vluchten naar boven en ontdekken daar een oude vrouw die met hen probeert te praten. Wanneer de oude vrouw hen als 'geesten' aanduidt gooit Grace woedend papier naar de vrouw en schreeuwt dat ze geen geesten zijn. Dan blijkt dat de oude vrouw een medium is, in seance met Victors ouders, en dat papier op de tafel uit zichzelf opdwarrelt en versnippert. De wereld van de levenden en die van de doden zijn in feite twee parallelle werelden die naast elkaar bestaan en soms vermengen. Niet Victor en zijn ouders, maar Grace en haar kinderen zijn de geesten.
Grace realiseert zich de waarheid die ze had verdrongen: de eenzaamheid en isolatie hadden haar tot waanzin gedreven waarin ze haar kinderen met kussens verstikte, waarna ze zelfmoord had gepleegd. Toen zij en haar kinderen daarna ongedeerd leken, dacht ze dat God haar een tweede kans had gegeven. De bedienden hadden Grace hier voortdurend subtiel op attent willen maken. En nu de kinderen dood zijn hebben ze ook geen last meer van hun zonneallergie. Mevr. Mills legt haar uit dat het zal wennen en dat de levenden en de doden elkaar meestal niet eens opmerken en best samen kunnen bestaan.
Victors ouders zien dat toch anders; nu ze weten dat het in het huis inderdaad spookt hoeven ze het niet meer en rijden ze weg met Victor achterin, terwijl Grace' geest toekijkt. Op de poort hangt een bordje dat aangeeft dat het huis te koop staat.

## Prijzen
The Others sleepte een reeks filmprijzen in de wacht, waaronder de:
- Goya's voor:
  - Beste film
  - Beste regisseur (Alejandro Amenábar)
  - Beste oorspronkelijke scenario (Alejandro Amenábar)
- FIPRESCI-juryprijs voor beste film
- Independent Spirit Award (Alejandro Amenábar)
- London Critics' Circle Film Award voor beste actrice (Nicole Kidman)
- Ondas voor beste Spaanse film
- Saturn Award voor beste horrorfilm
- Saturn Award voor beste actrice (Nicole Kidman)
- Saturn Award voor beste actrice in een bijrol (Fionnula Flanagan)

### Nominaties
De film werd ook genomineerd voor een aantal andere prijzen, waaronder de:
- BAFTA voor beste vrouwelijke hoofdrol (Nicole Kidman)
- BAFTA voor beste oorspronkelijke scenario (Alejandro Amenábar)
- Bram Stoker Award voor beste scenario (Alejandro Amenábar)
- Empire Award voor beste actrice (Nicole Kidman)
- Empire Award voor beste actrice in een dramafilm (Nicole Kidman)
- Europese Filmprijs voor beste film
- Golden Globe voor beste actrice - drama (Nicole Kidman)
- Golden Satellite Award voor beste dramafilm
- Golden Satellite Award voor beste actrice in een dramafilm (Nicole Kidman)
- Golden Satellite Award voor beste actrice in een bijrol een dramafilm (Fionnula Flanagan)
- Premio Goya voor beste actrice (Nicole Kidman)
- Gouden Leeuw van het Filmfestival van Venetië (Alejandro Amenábar)
- Grand Prix van het Internationaal filmfestival van Vlaanderen-Gent (Alejandro Amenábar)
- Saturn Award voor beste regisseur (Alejandro Amenábar)
- Saturn Award voor beste scenario (Alejandro Amenábar)